# Белфорт, Джордан
Джордан Росс Белфорт (англ. Jordan Ross Belfort, /ˈbɛlfɔːrt/; род. 9 июля 1962, Бронкс, Нью-Йорк, США) — американский писатель, оратор-мотиватор и бывший брокер. Был осуждён за эпизоды мошенничества, связанные с манипуляцией рынком ценных бумаг и организацией торговли дешёвыми акциями, провёл 22 месяца в тюрьме.

## Ранняя жизнь
Белфорт родился в еврейской семье в Бронксе. Его родители Макс и Лия Белфорт были бухгалтерами; позже мать стала юристом. Джордан Белфорт рос в Бэйсайде, в Квинсе. Он окончил Американский университет в Вашингтоне по специальности биология. Также он некоторое время обучался в Балтиморском колледже стоматологической хирургии. Белфорт бросил колледж после заявления декана о том, что «золотой век» стоматологии прошёл и что теперь это не то место, где можно легко заработать много денег.

## Карьера
Белфорт начал свою карьеру брокером в L.F. Rothschild.
В 1990-х он основал брокерскую фирму Stratton Oakmont, занимавшуюся продажей дешёвых акций по телефону, которая убеждала инвесторов заключать мошеннические сделки. В эти годы Белфорт вёл праздный образ жизни, предаваясь большому количеству вечеринок, а также попал в зависимость от метаквалона.
Stratton Oakmont имела в штате более тысячи сотрудников, проводила финансовые операции с общим оборотом более миллиарда долларов, включая IPO обувной компании Стива Мэддена «Steve Madden Shoes». Слава фирмы, служившей мишенью для правоохранительных органов в конце 1990-х, послужила источником вдохновения для фильма 2000 года «Бойлерная» и фильма 2013 года «Волк с Уолл-стрит», что сильно впечатлило немалую аудиторию.
Комиссар по ценным бумагам штата Алабама Джозеф Борг сформировал группу, которая занялась расследованием деятельности Stratton Oakmont, после того, как его офис был наводнён жалобами на брокеров фирмы.
Белфорт был осуждён в 1998 году за мошенничество и отмывание денег. После сотрудничества с ФБР он провёл 22 месяца в тюрьме, что привело к потерям его инвесторов в размере около 200 миллионов долларов. Белфорт был приговорён к выплате $110,4 миллионов, которые он обманом получил от своих клиентов. В тюрьме он познакомился с Томми Чонгом, который подал идею записать историю своей жизни и опубликовать воспоминания. После освобождения они продолжают поддерживать дружеские отношения.
По сведениям федеральных прокуроров Белфорт не смог оправдать компенсационные требования его приговора за 2003 год. Тот постановлял ему выплачивать половину своих доходов в качестве реституции 1513 обманутым клиентам. Из $11,6 миллионов, которые были возвращены жертвам деятельности Белфорта, $10,4 миллиона были получены от продажи имущества. Постановление суда касается полной суммы в 110 миллионов долларов.
В октябре 2013 федеральные прокуроры подали жалобу, что Белфорт, получивший доход в размере $1 767 203 от публикации двух своих книг и продажи прав на съёмку кино в дополнение к $24 000 от мотивационных семинаров с 2007 года, оплатил в пользу компенсации только $243 000 за последние четыре года. В настоящее время власти не заключают Белфорта под стражу в случае нарушения платежей, но остаётся неясен срок, к которому весь долг должен быть погашен.

## Личная жизнь
Был дважды женат: первую жену звали Дениз Ломбардо, вторую, с которой Джордан Белфорт находился в браке с 1991 по 1998 годы, — Надин Кариди (англ. Nadine Caridi). От второго брака у Джордана двое детей.
Белфорт был последним владельцем роскошной яхты «Надин» (переименованной так в честь его второй жены, модели из Англии), первоначально построенной для Коко Шанель в 1961 году. В июне 1997 года она затонула у восточного побережья Сардинии. Итальянские боевые пловцы спасли всех, кто находился на борту судна. Белфорт признался, что настаивал на отплытии во время сильного ветра вопреки мнению капитана, что привело к затоплению судна из-за разрушения волнами бака.
По состоянию на 2013 год Белфорт жил в Манхэттен Бич в Калифорнии и был обручён.
Дочка Чендлер — старший ребёнок в семье. Сын Картер Джеймс, родился в 1995 году недоношенным и с врожденными проблемами сердца. Эти медицинские проблемы были преодолены в раннем возрасте.
Несмотря на все перипетии в судьбе отца, дети получают образование в лучших учебных заведениях. Джордан после освобождения из колонии специально переехал в Лос-Анджелес, чтобы быть поближе к детям и принимать активное участие в их жизни. Одним из мотивов к написанию своих автобиографических книг он называет то, что его выросшие дети обязательно захотят знать подробности его жизни, и ему придется им отвечать.
Одной из возлюбленных Белфорта была первая Мисс СССР Юлия Суханова.

## Писательская деятельность
По свидетельствам, завязавший с наркотиками с 1998 года Белфорт выпустил две книги мемуаров — «Волк с Уолл-стрит» (англ. The Wolf of Wall Street) и «Волк с Уолл-стрит 2. Охота на Волка» (англ. Catching The Wolf of Wall Street) — которые были опубликованы почти в 40 странах и переведены на 18 языков.

## Кинематограф
История жизни Джордана Белфорта превратилась в кинофильм «Волк с Уолл-стрит», с участием Леонардо Ди Каприо, Джоны Хилла, Марго Робби и самого Джордана Белфорта в незначительной роли, снятый Мартином Скорсезе. Съёмки начались в августе 2012 года. Во всём мире фильм был выпущен в прокат 25 декабря 2013 года. Журнал Time отметил, что многие кажущиеся надуманными выходки, показанные в фильме, соответствуют тому, что написано в его книгах и в статьях о нём в Forbes (хотя некоторые детали, касающиеся статьи о Белфорте в «Forbes», всё же и были приукрашены). Джордан Белфорт ездит по разным странам, проводя семинары как мотивационный оратор.